# Большая Мысья
Большая Мысья — река в России, протекает в Соликамском и Красновишерском районах Пермского края. Устье реки находится в 33 км по левому берегу реки Глухая Вильва. Длина реки составляет 30 км. В 7,8 км от устья принимает справа реку Пичуйка.
Исток реки в болоте Сосновое у нежилых бараков Сердук в 15 км юго-восточнее деревни Жуланово. Верхнее течение лежит в Соликамском районе, нижнее — в Красновишерском. Исток находится на водоразделе Вишеры и Боровой. Река течёт на северо-восток, всё течение проходит по ненаселённому, местами заболоченному лесному массиву. Притоки — Усковка, Пичуйка (оба — правые). Впадает в Глухую Вильву у покинутой деревни лесосплавщиков Мысья.

## Данные водного реестра
По данным государственного водного реестра России относится к Камскому бассейновому округу, водохозяйственный участок реки — Кама от водомерного поста у села Бондюг до города Березники, речной подбассейн реки — бассейны притоков Камы до впадения Белой. Речной бассейн реки — Кама.
По данным геоинформационной системы водохозяйственного районирования территории РФ, подготовленной Федеральным агентством водных ресурсов:
- Код водного объекта в государственном водном реестре — 10010100212111100005461
- Код по гидрологической изученности (ГИ) — 111100546
- Код бассейна — 10.01.01.002
- Номер тома по ГИ — 11
- Выпуск по ГИ — 1